# Nectario

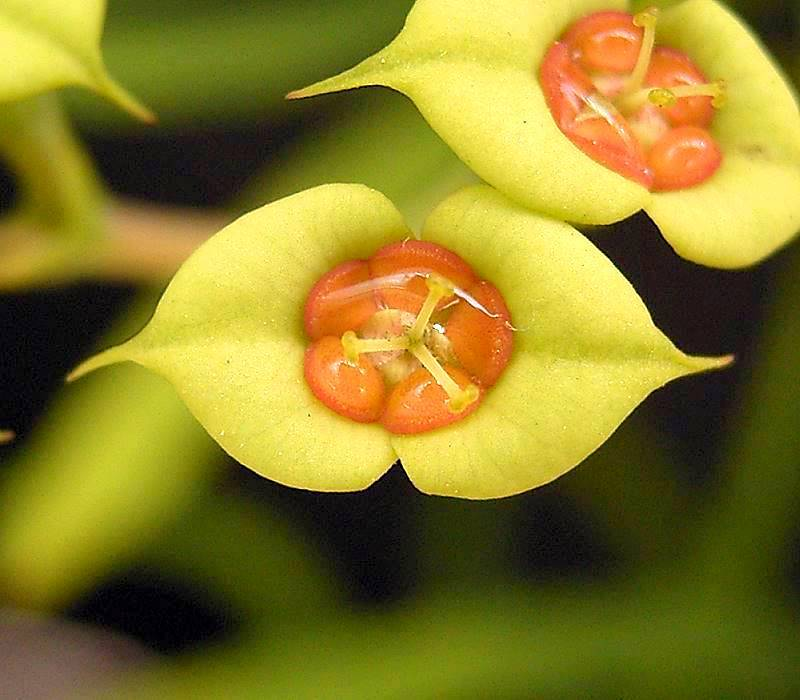
Nectarios florales de Euphorbia genoudiana

En botánica, los nectarios son glándulas que segregan una solución azucarada llamada néctar. El néctar tiene como función la de atraer insectos, pájaros y otros animales. Los azúcares más comunes que se encuentran en el néctar son la sacarosa, la glucosa y la fructosa, si bien también pueden hallarse otros azúcares simples e incluso algunos polisacáridos como la maltosa y la melobiosa.

## Constitución de los nectarios
Los nectarios pueden estar formados simplemente por tricomas nectaríferos, o pueden estar constituidos por tejido epidérmico o parenquimático diferenciado en tejido secretor, y pueden estar vascularizados o no. Cuando el tejido nectarífero es epidérmico, la salida del néctar ocurre a través de la cutícula. Frecuentemente las células secretoras están diferenciadas en células de transferencia. Cuando la secreción del néctar ocurre en el tejido parenquimático, la salida del néctar al exterior se puede operar a través de estomas no funcionales.

## Ubicación de los nectarios

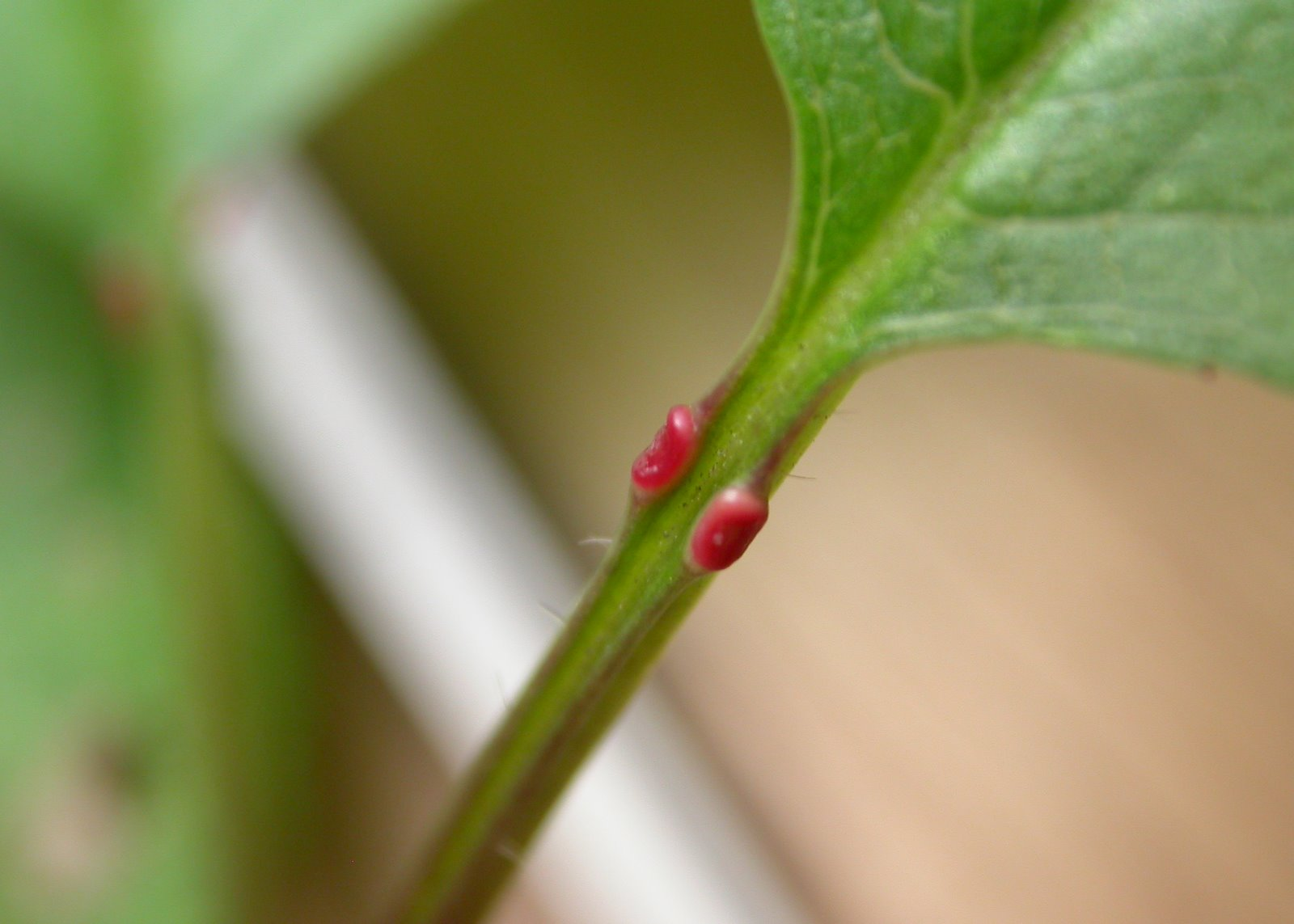
Glándulas nectaríferas extraflorales, de color rojizo, en cerezo dulce

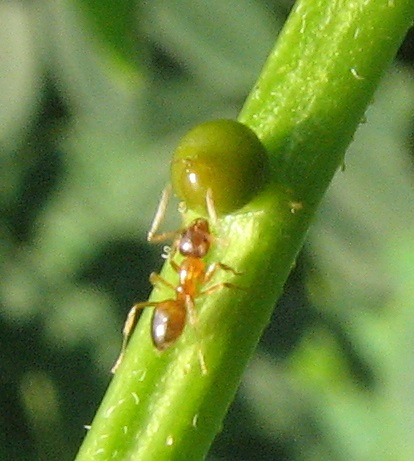
Nectario extrafloral de Senna y hormiga Nylanderia flavipes

Se da el nombre de nectario a cualquier órgano capaz de segregar néctar, tanto si constituye una dependencia floral (nectario floral) como si no (nectario extrafloral).

### Nectarios florales
Los nectarios florales pueden localizarse en los más diversos órganos: en el tálamo (donde puede tomar forma anular, llamándose en tal caso disco nectarífero), en los tépalos (Fritillaria), en los pétalos (Ranunculus), en los estambres (Rheum), en los carpelos en forma de un pulvínulo (Apiaceae).

### Nectarios extraflorales
Los nectarios extraflorales se sitúan fuera de las pertenencias de la flor, aunque a veces se los considera parte del aparato de reclamo de la flor hacia los agentes polinizadores; en la mayoría de los casos no están relacionados con la polinización. En cambio, en general, tienen la función de defensa, por ejemplo los que atraen hormigas que mantienen la planta libre de los ataques de herbívoros.
Muchas especies (más de 3941 de 108 familias diferentes) presentan nectarios extraflorales. Se  los encuentra en una variedad de estructuras (hojas, tallos, etc.) por ejemplo, las especies del género Vicia tienen nectarios en las estípulas. En algunos casos la secreción de néctar extrafloral es inducida como mecanismo de defensa indirecto. Los nectarios de Passiflora se parecen a los huevos de algunas especies de mariposas y parecen engañar a estas, que no quieren depositar sus huevos cerca de otros presentes. Además también atraen a hormigas, defensoras de la planta.